# La Guanota
La Guanota es un poblado del municipio Caripe, Venezuela. Se localiza al norte del Estado Monagas. Su comida típica es la bola de cambur verde, con espagueti con sardina y guinche asado,

## Economía
La principal actividad económica es la agricultura, también destaca la vinocultura siendo Arturo Cova uno de los fabricantes más destacados de la región, con vinos de pétalos de rosa.
Inverpan fue la primera panadería del pueblo, fundada en 2002 para que La Guanota fuera declarada “pueblo típico” por la dirección de turismo.

## Cultura
La Guanota posee un número de artesanos en el arte de tallar la madera, como Luis Brito y Jesús Font, este último con su obra más icónica del municipio Caripe, “El Nazareno” localizada en la plaza Bolívar de Caripe.

### Gastronomía
Entre lo más destacado de la localidad se identifica la bebida denominada Guarapita, que puede ser de naranja, parchita o limón; luego se le añade soda y ron blanco. También se suele consumir otra bebida alcohólica llamada Leche de Burra, formada a base de la leche extraída del coco con ron.

## Infraestructura
Iglesia San Rafael Arcángel, templo construido entre 1965 y 1966.